# Paul Richards (actor)
Paul Richards (23 de noviembre de 1924 – 10 de diciembre de 1974) fue un actor teatral, cinematográfico y televisivo de nacionalidad estadounidense, activo en las décadas de 1950, 1960 y 1970, en ocasiones conocido por el nombre artístico de Paul E. Richards.

## Biografía

### Inicios
Su nombre completo era Paul Richard Levitt, y nació en Hollywood, California. Richards estudió psicología en la Universidad de California en Los Ángeles, así como arte dramático en la misma universidad. Consiguió experiencia teatral actuando en el Theatre Wing de Nueva York.

### Carrera
Fue actor invitado en numerosas series televisivas de género western y otros géneros, entre ellas The Rifleman, Have Gun – Will Travel, El Zorro, Johnny Ringo, The Rebel, Zane Grey Theatre, Black Saddle, Gunsmoke, Bonanza, Los Intocables,Trackdown, Rawhide, El virginiano, The Loner y  The Guns of Will Sonnett. Cuatro de sus actuaciones tuvieron lugar en Gunsmoke, entre ellas el episodio de 1955 “Matt Gets It”, el episodio “Mr. and Mrs. Amber” (1966) y otros dos emitidos en 1958 y 1968.
Richards fue también artista invitado en tres ocasiones en 1956 en la serie western de antología de la National Broadcasting Company Frontier, en concreto en los episodios "The Texicans", "The Big Dry" y "The Salt War". También fue invitado en la primera serie de Brian Keith, Crusader, un drama sobre la Guerra Fría. Richards participó en dos ocasiones en la serie western de American Broadcasting Company Tombstone Territory, protagonizada por Pat Conway y Richard Eastham, en concreto en los episodios "Thicker than Water" (1958) y "The Noose That Broke" (1959). Otra actuación tuvo lugar en la entrega "The Desperado" (1957), perteneciente a la serie western de la ABC Broken Arrow.
Otras series en las que actuó fueron: Sheriff of Cochise, un drama criminal protagonizado por John Bromfield; The Silent Service, un drama basado en historias de submarinos de la Armada de los Estados Unidos; Whirlybirds, serie de Kenneth Tobey con aventuras aéreas; The Brothers Brannagan, con Stephen Dunne y Mark Roberts; Straightaway, serie de aventuras; Dragnet, con Jack Webb, en el episodio de 1955 "The Big Bird"; The Lawless Years, con James Gregory, en el capítulo "Louie K"; Dan Raven, con Skip Homeier; la serie de antología The Lloyd Bridges Show, episodio de 1962 "Testing Ground"; Perry Mason, actuando en 1959 como Earl Mauldin en "The Case of the Startled Stallion", y en 1962 como Ted Chase en "The Case of the Melancholy Marksman"; The New Perry Mason, episodio "The Case of the Cagey Cager" (1973); Tate (1960), serie western de la NBC con David McLean; Rawhide (1962), con el papel de Vance Caldwell en "The Boss's Daughters"; Breaking Point, serie médica en la que fue el Dr. McKinley Thompson, actuando junto a Eduard Franz; The Reporter, serie dramática de Harry Guardino para la CBS en la que actuó con Roy Thinnes en el episodio de 1964 "Murder by Scandal"; El fugitivo, episodio "A.P.B." (1964); Hawaii Five-O, capítulo "Twenty-Four Karat Kill" (1968); Burke's Law; I Spy; Mannix; Banacek; McMillan y esposa; The Mod Squad, con tres actuaciones entre 1969 y 1972; Rango, episodio "The Town Tamer", con Tim Conway; y Superagente 86, en una entrega emitida en 1969.
Entre sus papeles cinematográficos figura el de Mendez en Beneath the Planet of the Apes (1970) y el de un prisionero en Demetrius and the Gladiators, una secuela del film The Robe.

### Vida personal
Durante varios años, Richards trabajó para General Motors, en su división Pontiac, haciendo anuncios publicitarios de sus coches, entre ellos el Pontiac GTO y el Pontiac Firebird. También fue relaciones públicas de Braniff International Airways a finales de los años 1960. Otra empresa para la cual trabajó, a principios de la siguiente década, fue American Express.
En 1953 Richards se casó con la actriz Monica Keating (20 de julio de 1924 – 10 de septiembre de 1985).
Richards falleció a causa de un cáncer en 1974 en Culver City, California, a los 50 años de edad. Fue enterrado en el Cementerio Hillside Memorial Park, cerca de Moe Howard.

## Filmografía

### Cine
- 1951 : A bayoneta calada, de Samuel Fuller
- 1953 : War Paint, de Lesley Selander
- 1954 : El diablo de las aguas turbias, de Samuel Fuller
- 1954 : Phantom of the Rue Morgue, de Roy Del Ruth
- 1954 : Playgirl, de Joseph Pevney
- 1954 : Demetrius and the Gladiators, de Delmer Daves
- 1954 : Pushover, de Richard Quine
- 1954 : The Silver Chalice, de Victor Saville
- 1955 : Kiss Me Deadly, de Robert Aldrich
- 1955 : Tall Man Riding, de Lesley Selander
- 1956 : The Houston Story, de William Castle
- 1956 : Tension at Table Rock, de Charles Marquis Warren
- 1956 : Scandal Incorporated, de Edward Mann
- 1956 : The Black Whip, de Charles Marquis Warren
- 1957 : Hot Summer Night, de David Friedkin
- 1957 : The Strange One, de Jack Garfein
- 1957 : Monkey on My Back, de André De Toth
- 1957 : The Unknown Terror, de Charles Marquis Warren
- 1958 : Blood Arrow, de Charles Marquis Warren
- 1960 : Four Fast Guns, de William J. Hole Jr.
- 1960 : All the Young Men, de Hall Bartlett
- 1967 : The Sweet and the Bitter, de James Clavell
- 1967 : The St. Valentine's Day Massacre, de Roger Corman
- 1970 : Triangle, de Bernard Glasser
- 1970 : Beneath the Planet of the Apes, de Ted Post
- 1973 : I Escaped from Devil's Island, de William Witney

### Televisión
- 1952 : Four Star Playhouse (serie TV), un episodio
- 1952-1955 : Dragnet (serie TV), 7 episodios
- 1953-1955 : You Are There (serie TV), 2 episodios
- 1953 : I Led 3 Lives (serie TV), un episodio
- 1953 : The Web (serie TV), un episodio
- 1953 : Space Patrol (serie TV), un episodio
- 1953 : Hopalong Cassidy (serie TV), 2 episodios
- 1954-1955 : Lux Video Theatre (serie TV), 3 episodios
- 1954-1956 : Big Town (serie TV), 2 episodios
- 1954 : Waterfront (serie TV), un episodio
- 1954 : The Story of Father Juniper Serra (telefilm)
- 1954 : Mr. & Mrs. North (serie TV), un episodio
- 1954 : Inside Detective (serie TV), un episodio
- 1954 : The Lone Wolf (serie TV), un episodio
- 1955-1968 : Gunsmoke (serie TV), 4 episodios
- 1955 : Lassie (serie TV), un episodio
- 1955 : Celebrity Playhouse (serie TV), un episodio
- 1955 : Las aventuras de Rin tin tin (serie TV), un episodio
- 1955 : Crusader (serie TV), un episodio
- 1956 : Cavalry Patrol (telefilm)
- 1956 : Warner Brothers Presents (serie TV), un episodio
- 1956 : Frontier (serie TV), 3 episodios
- 1956 : Highway Patrol (serie TV), un episodio
- 1956 : Schlitz Playhouse of Stars (serie TV), un episodio
- 1956 : Wire Service (serie TV), un episodio
- 1957-1961 : Zane Grey Theater (serie TV), 5 episodios
- 1957 : El coyote (telefilm)
- 1957 : Sheriff of Cochise (serie TV), un episodio
- 1957 : Broken Arrow (serie TV), un episodio
- 1957 : Navy Log (serie TV), 3 episodios
- 1957 : Conflict (serie TV), un episodio
- 1957 : The Silent Service (serie TV), un episodio
- 1957 : Code 3 (serie TV), un episodio
- 1957 : Trackdown (serie TV), un episodio
- 1958-1959 : Tombstone Territory (serie TV), 2 episodios
- 1958-1960 : Sheriff of Cochise (serie TV), 3 episodios
- 1958 : Tales of Wells Fargo (serie TV), un episodio
- 1958 : The Walter Winchell File (serie TV), un episodio
- 1958 : Jefferson Drum (serie TV), un episodio
- 1958 : Alcoa Theatre (serie TV), un episodio
- 1958 : The Thin Man (serie TV), un episodio
- 1959-1960 : Johnny Ringo (serie TV), 2 episodios
- 1959-1960 : Bat Masterson (serie TV), 3 episodios
- 1959-1962 : Rawhide (serie TV), 2 episodios
- 1959-1962 : Perry Mason (serie TV), 2 episodios
- 1959-1962 : Have Gun - Will Travel (serie TV), 2 episodios
- 1959-1962 : Death Valley Days (serie TV), 2 episodios
- 1959 : Alcoa Presents: One Step Beyond (serie TV), un episodio
- 1959 : Black Saddle (serie TV), un episodio
- 1959 : The Rifleman (serie TV), un episodio
- 1959 : El Zorro (serie TV), 3 episodios
- 1959 : 21 Beacon Street (serie TV), un episodio
- 1959 : Whirlybirds (serie TV), 2 episodios
- 1959 : Men Into Space (serie TV), un episodio
- 1960 : Philip Marlowe (serie TV), un episodio
- 1960 : The Rebel (serie TV), un episodio
- 1960 : Tate (serie TV), un episodio
- 1960 : Intriga en Hawái (serie TV), un episodio
- 1960 : Dan Raven (serie TV), un episodio
- 1960 : The Westerner (serie TV), un episodio
- 1960 : Outlaws (serie TV), 2 episodios
- 1961-1963 : Los Intocables (serie TV), 2 episodios
- 1961-1968 : Bonanza (serie TV), 3 episodios
- 1961 : The Law and Mr. Jones (serie TV), un episodio
- 1961 : Hong Kong (serie TV), un episodio
- 1961 : Ruta 66 (serie TV), un episodio
- 1961 : The Brothers Brannagan (serie TV), un episodio
- 1961 : Way Out (serie TV), un episodio
- 1961 : The Lawless Years (serie TV), 6 episodios
- 1961 : 87th Precinct (serie TV), un episodio
- 1961 : Adventures in Paradise (serie TV), un episodio
- 1961 : The Dick Powell Show (serie TV), un episodio
- 1962-1963 : Naked City (serie TV), 2 episodios
- 1962 : The New Breed (serie TV), un episodio
- 1962 : Cain's Hundred (serie TV), un episodio
- 1962 : Straightaway (serie TV), un episodio
- 1962 : The Lloyd Bridges Show (serie TV), un episodio
- 1963-1964 : Breaking Point (serie TV), 30 episodios
- 1963 : El virginiano (serie TV), un episodio
- 1963 : Ben Casey (serie TV), un episodio
- 1964-1965 : Burke's Law (serie TV), 2 episodios
- 1964 : Insight (serie TV), un episodio
- 1964 : The Reporter (serie TV), un episodio
- 1965-1966 : El fugitivo (serie TV), 2 episodios
- 1965 : Who Has Seen the Wind? (telefilm)
- 1965 : The Littlest Hobo (serie TV), 2 episodios
- 1965 : El Llanero Solitario (serie TV), un episodio
- 1967-1968 : The Guns of Will Sonnett (serie TV), 2 episodios
- 1967 : Rango (serie TV), un episodio
- 1968 : I Spy (serie TV), un episodio
- 1968 : Hawaii Five-O (serie TV), un episodio
- 1969-1972 : The Mod Squad (serie TV), 3 episodios
- 1969 : Superagente 86 (serie TV), un episodio
- 1969 : Mannix (serie TV), un episodio
- 1970 : The Most Deadly Game (serie TV), un episodio
- 1970 : The Over-the-Hill Gang Rides Again (telefilm)
- 1970 : Galería Nocturna (serie TV), un episodio
- 1972 : McMillan y esposa (serie TV), un episodio
- 1973 : Savage (telefilm)
- 1973 : The F.B.I. (serie TV), un episodio
- 1973 : Banacek (serie TV), un episodio
- 1973 : The New Perry Mason (serie TV), un episodio
- 1974 : Ironside (serie TV), un episodio
- 1974 : The Tribe (telefilm)